# 70781 Donnelly
70781 Donnelly este un asteroid din centura principală de asteroizi.

## Descriere
70781 Donnelly este un asteroid din centura principală de asteroizi. A fost descoperit pe 1 noiembrie 1999 în cadrul proiectului CSS. Asteroidul prezintă o orbită caracterizată de o semiaxă mare de 2,64 ua, o excentricitate de 0,13 și o înclinație de 3,2° în raport cu ecliptica.